# Xã Richland, Quận Ogemaw, Michigan
Xã Richland (tiếng Anh: Richland Township) là một xã thuộc quận Ogemaw, tiểu bang Michigan, Hoa Kỳ. Năm 2010, dân số của xã này là 914 người.